# TUBGCP2
TUBGCP2‏ (Tubulin gamma complex associated protein 2) هوَ بروتين يُشَفر بواسطة جين TUBGCP2 في الإنسان.